# Nephodia bistraria
Nephodia bistraria är en fjärilsart som beskrevs av Achille Guenée 1858. Nephodia bistraria ingår i släktet Nephodia och familjen mätare. Inga underarter finns listade i Catalogue of Life.